# Gondiães (Cabeceiras de Basto)
Gondiães é uma povoação portuguesa do Município de Cabeceiras de Basto que foi sede da extinta Freguesia de Gondiães, freguesia que tinha 21,44 km² de área e 227 habitantes (2011), e, por isso, uma densidade populacional de 10,6 hab/km².
A Freguesia de Gondiães foi extinta em 2013, no âmbito de uma reforma administrativa nacional, tendo sido agregada à Freguesia de Vilar de Cunhas, para formar uma nova freguesia denominada União das Freguesias de Gondiães e Vilar de Cunhas da qual é a sede.
Era antigamente conhecida como Gondiães e Samão.

## População
| População da freguesia de Gondiães (1864 – 2011) | População da freguesia de Gondiães (1864 – 2011) | População da freguesia de Gondiães (1864 – 2011) | População da freguesia de Gondiães (1864 – 2011) | População da freguesia de Gondiães (1864 – 2011) | População da freguesia de Gondiães (1864 – 2011) | População da freguesia de Gondiães (1864 – 2011) | População da freguesia de Gondiães (1864 – 2011) | População da freguesia de Gondiães (1864 – 2011) | População da freguesia de Gondiães (1864 – 2011) | População da freguesia de Gondiães (1864 – 2011) | População da freguesia de Gondiães (1864 – 2011) | População da freguesia de Gondiães (1864 – 2011) | População da freguesia de Gondiães (1864 – 2011) | População da freguesia de Gondiães (1864 – 2011) |
| ------------------------------------------------ | ------------------------------------------------ | ------------------------------------------------ | ------------------------------------------------ | ------------------------------------------------ | ------------------------------------------------ | ------------------------------------------------ | ------------------------------------------------ | ------------------------------------------------ | ------------------------------------------------ | ------------------------------------------------ | ------------------------------------------------ | ------------------------------------------------ | ------------------------------------------------ | ------------------------------------------------ |
| 1864                                             | 1878                                             | 1890                                             | 1900                                             | 1911                                             | 1920                                             | 1930                                             | 1940                                             | 1950                                             | 1960                                             | 1970                                             | 1981                                             | 1991                                             | 2001                                             | 2011                                             |
| 493                                              | 554                                              | 523                                              | 532                                              | 591                                              | 540                                              | 593                                              | 628                                              | 702                                              | 795                                              | 729                                              | 616                                              | 382                                              | 314                                              | 227                                              |

## Tradições
No dia 20 de janeiro realiza-se a Festa das Papas. De forma alternada, nos anos ímpares no lugar do Samão, anos pares no lugar de Gondiães em honra de S. Sebastião.
Segundo uma lenda na Idade Média, os povos que habitavam aquelas serras foram assolados por uma grande peste que atingiu humanos e animais. Para se verem livres da doença, os habitantes ds aldeias recorreram a S. Sebastião de quem eram devotos e que os terá libertado de tal ‘maldição’.
Então, como forma de gratidão, as pessoas prometeram que daí em diante  no dia 20 de janeiro fariam uma festa e ofereceriam o que de melhor o povo tinha, ou seja, o pão, o vinho e a carne, a todos quantos ali se deslocassem para honrar o santo.